# Fabian Schubert
Fabian Schubert (Eisenkappel-Vellach, 29 agosto 1994) è un calciatore austriaco, attaccante del Voitsberg.

## Caratteristiche tecniche
È un centravanti.

## Carriera
Ha debuttato nella Bundesliga austriaca l'8 agosto 2015 disputando con il Ried l'incontro perso 4-1 contro il Mattersburg.

## Palmarès

### Individuale
- Capocannoniere della Coppa d'Austria: 1

2020-2021 (6 gol)